# Attagenus gobicola
Attagenus gobicola is een keversoort uit de familie spektorren (Dermestidae). De wetenschappelijke naam van de soort werd in 1892 gepubliceerd door Imre Frivaldszky.